# Bactris caudata
Bactris caudata är en enhjärtbladig växtart som beskrevs av Hermann Wendland och Karl Ewald Maximilian Burret. Bactris caudata ingår i släktet Bactris och familjen Arecaceae. Inga underarter finns listade i Catalogue of Life.